# ملكة جمال أمريكا 2016
مسابقة ملكة جمال أمريكا 2016 هي مسابقة ملكة جمال أمريكا التاسعة والثمانين، عقدت في قاعة الممشى في أتلانتيك سيتي، نيو جيرسي يوم الأحد، 13 سبتمبر 2015. تم بثها على أيه بي سي وبثها على الأجهزة المحمولة وأجهزة التحكم إكس بوكس 360 عبر تطبيق WatchABC. تم بيع تذاكر مسابقة ملكة جمال أمريكا لعام 2016 في 5 يونيو 2015.
في نهاية الحدث توجت كيرا كازانتسيف (ملكة جمال نيويورك 2014) خليفتها، ملكة جمال جورجيا 2015، بيتي كانتريل الذي بثه التلفزيون لمدة ساعتين. وفقا لموقع ملكة جمال أمريكا، حصلت المسابقة على حوالي 7.9 مليون مشاهدة.

## نظرة عامة

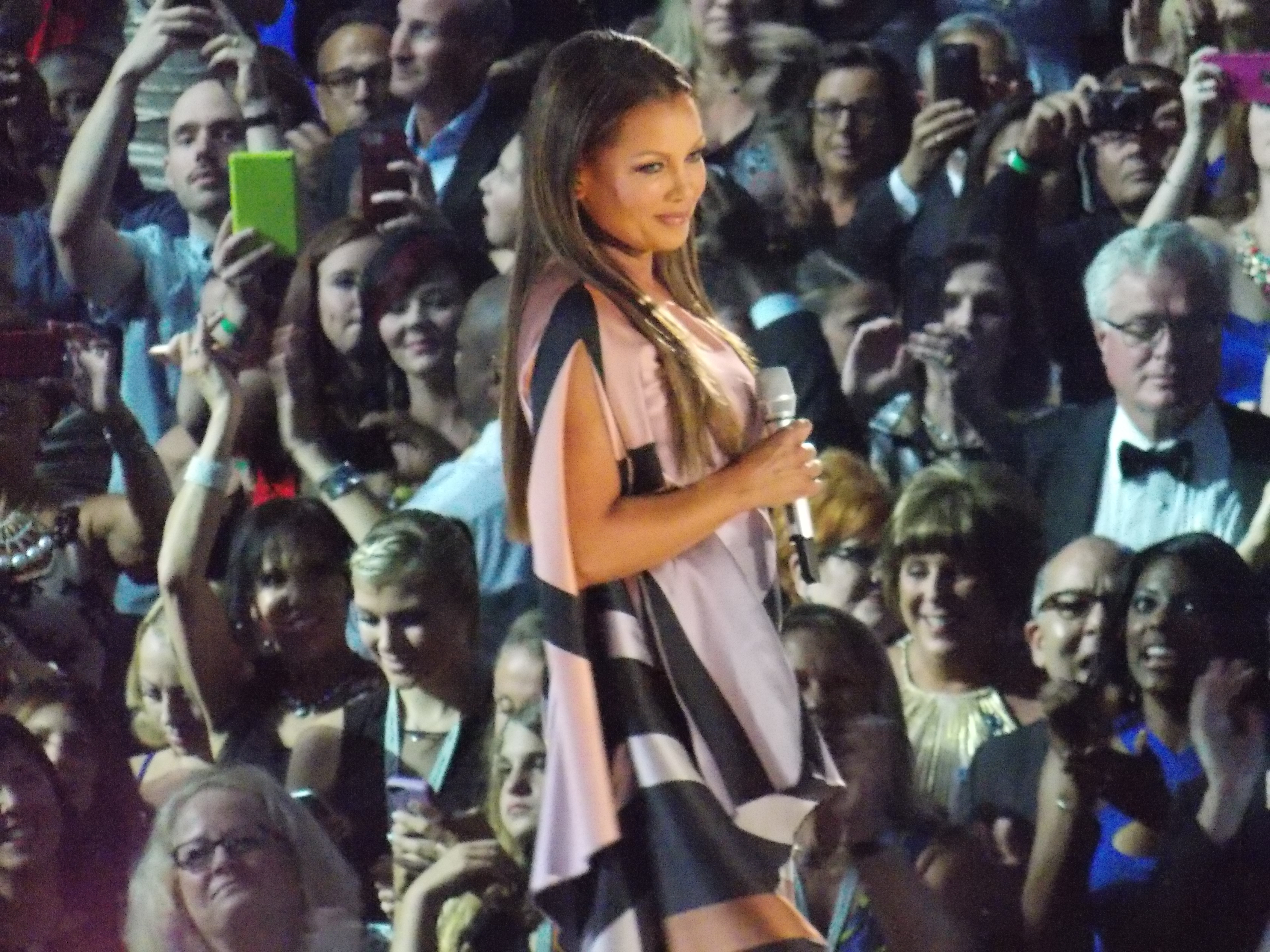
فانيسا ويليامز في ختام أدائها «اه كيف تمر السنوات» في ملكة جمال أمريكا 2016.

تنافسة 52 على اللقب، بانخفاض عن 53 متسابقة في مسابقة 2014، لأن منظمة مسابقة ملكة جمال جزر فيرجن لم تجدد ترخيصها ولم تعد ترسل ممثلين لمسابقة ملكة جمال أمريكا.
تضمنت لجنة حكام المنافسة الأولية بريان إدواردز منتج المواهب وملكة جمال أمريكا 1979 كيلين باركر، والمنتج جيني بولوس، وخبيرة الموضة والأناقة راشيل زاليس، ومصممة الأزياء نوا ألكساندر، ولوبي غريفيث لوبي دي سي، والممثل / عارض الأزياء جيمس براون الثالث.
عملت فانيسا ويليامز (التي كانت تتوج ملكة جمال أمريكا عام 1984 ولكن تم إجبارها على الاستقالة قبل أسابيع قليلة من انتهاء حكمها) رئيس القضاة في ملكة جمال أمريكا 2016 وغنت " How the the Years Go By " (ترمز إلى مرور الوقت منذ أن كانت ملكة جمال أمريكا). بعد هذا الأداء، عبر سام هاسكل، الرئيس التنفيذي لملكة جمال أمريكا، اعتذارًا علنيًا لويليامز عن «أحداث 1984» قائلاً،
| ملكة جمال أمريكا 2016 | لقد كنت صديقًا حميمًا لهذه السيدة الجميلة والموهوبة منذ 32 عامًا. لقد عشت حياتك بنعمة وكرامة ، ولم تكن أبدًا أكثر وضوحًا مما كانت عليه خلال أحداث عام 1984 ، عندما استقالت. على الرغم من عدم مشاركة أي منا في المؤسسة حاليًا في المؤسسة في ذلك الوقت ، نيابةً عن منظمة اليوم ، أريد أن أعتذر لك ولأمك ، الآنسة هيلين ويليامز. أريد أن أعتذر عن أي شيء قيل أو تم فعله جعلك تشعر بأنك أقل من ملكة جمال أمريكا التي أنت عليها وملكة جمال أمريكا التي ستكونين عليها دائمًا. | ملكة جمال أمريكا 2016 |

وعلقت ويليامز أيضًا على الأحداث المحيطة بعودتها، قائلة في مقابلة مع روبن روبرتس «هناك الكثير من الأشخاص الذين يشعرون أنني يجب أن أعود، لذا فإن الأشخاص الذين يؤوون الاستياء أفهمها، لكنهم يدركون أن كل هؤلاء الأشخاص الذين كانوا جزءًا منهم الحرس القديم لم يعد هناك.»

## النتائج

### المراكز النهائية
| النتائج النهائية      | اسم المتنافسة                                                                        |
| --------------------- | ------------------------------------------------------------------------------------ |
| ملكة جمال أمريكا 2016 | - جورجيا - بيتي كانترل                                                               |
| الوصيفة الأولى        | - ميسيسيبي - هانا روبرتس                                                             |
| الوصيفة الثانية       | - كولورادو - كيلي جونسون                                                             |
| الوصيفة الثالثة       | - لويزيانا - أبريل نيلسون                                                            |
| الوصيفة الرابعة       | - ألاباما - ميج ماكغفين                                                              |
| أفضل 7                | - كارولاينا الجنوبية - داجا دايل - تينيسي - هانا روبسون*                             |
| أفضل 10               | - فلوريدا - ماري كاثرين فيشتيل - أوكلاهوما - جورجيا فريزر ‏ - تكساس - شانون ساندرفورد |
| أفضل 12               | - أيوا - تايلور ويبرز - نبراسكا - اليسا هاول                                         |
| أفضل 15               | - أركنساس - لورين ماكدانيل - فرجينيا - سافانا لين - فرجينيا الغربية - تشيلسي مالون   |

* - اختيار أمريكا